# Ataköy Athletics Arena
 (avril 2025).
Si vous disposez d'ouvrages ou d'articles de référence ou si vous connaissez des sites web de qualité traitant du thème abordé ici, merci de compléter l'article en donnant les références utiles à sa vérifiabilité et en les liant à la section « Notes et références ».
L'Ataköy Athletics Arena (en turc : Ataköy Atletizm Salonu) est une salle couverte située dans le quartier d'Ataköy du district Bakırköy, à Istanbul.
Le bâtiment a été construit à l'occasion des championnats du monde d'athlétisme en salle 2012, organisés du 9 au 11 mars. Il est proche du Sinan Erdem Dome, qui accueillera les entraînements. Il s'agit de la première enceinte consacrée à l'athlétisme en Turquie.
L'édifice mesure 125 mètres de long, 87 mètres de large et 27 mètres de haut, pour une superficie de 10 875 m2.
La salle comprend une piste ovale de 200 mètres avec six couloirs, une ligne droite de 60 mètres avec huit couloirs, ainsi que les équipements pour les épreuves de lancer du poids, saut en hauteur, saut à la perche, saut en longueur et triple saut.
L'Ataköy Athletics Arena a une capacité de 7 450 places assises.
Elle accueillera les Championnats d'Europe d'athlétisme en salle en 2023.

## Source
- (en) Cet article est partiellement ou en totalité issu de l’article de Wikipédia en anglais intitulé « Ataköy Athletics Arena » (voir la liste des auteurs).